# Lower Walton
Lower Walton är en stadsdel i Warrington, i civil parish Walton, i distriktet Warrington, i grevskapet Cheshire, i England. Walton Inferior var en civil parish från 1866 till 1936 då den blev en del av Walton. Civil parish hade 1 460 invånare år 1931.